# ريرز دوجارو
ريرز دوجارو هو لاعب كرة قدم روماني في مركز الوسط، ولد في 11 ديسمبر 2003 في Câmpina ‏ في رومانيا. لعب مع CS Blejoi ‏.

## وصلات خارجية
- ريرز دوجارو على موقع قاعدة بيانات كرة القدم.إي يو (الإنجليزية)
- ريرز دوجارو على موقع Soccerway.com (الإنجليزية)